# Lugnaquilla
Lungnaquilla (irl. Log na Coille) - najwyższy szczyt masywu górskiego Wicklow we wschodniej Irlandii. Wznosi się na 925 m n.p.m. Irlandzka nazwa oznacza: „drążone z drewna”.